# Kolbasov
Kolbasov es un municipio del distrito de Snina en la región de Prešov, Eslovaquia, con una población estimada a final del año 2024 de 61 habitantes.
Se encuentra ubicado al este de la región, en el valle del río Cirocha (cuenca hidrográfica del río Tisza) y cerca de la frontera con Ucrania.

## Demografía
| Año        | 1994 | 2004     | 2014     | 2024     |
| ---------- | ---- | -------- | -------- | -------- |
| Población  | 179  | 117      | 85       | 61       |
| Diferencia |      | −34,63 % | −27,35 % | −28,23 % |

| Año        | 2023 | 2024    |
| ---------- | ---- | ------- |
| Población  | 62   | 61      |
| Diferencia |      | −1,61 % |